# Az-Za'ayyem
az-Za'ayyem, en arabe : الزعیّم, est un village du gouvernorat de Jérusalem en Palestine. Il est situé à trois kilomètres à l'est de Jérusalem en Cisjordanie.
Selon le recensement du bureau central palestinien des statistiques, la localité compte une population de 6 270 habitants en 2017.